# Олександропільська сільська рада (Ясинуватський район)
| Олександропільська сільська рада — колишній орган місцевого самоврядування у Ясинуватському районі Донецької області з адміністративним центром у c. Олександропіль. Сільській раді підпорядковані населені пункти: - c. Олександропіль - с. Новоселівка - с. Пантелеймонівка |

## Склад ради
Рада складається з 14 депутатів та голови.

## Керівний склад сільської ради
| ПІБ                             | Основні відомості                                                                       | Дата обрання | Дата звільнення |
| ------------------------------- | --------------------------------------------------------------------------------------- | ------------ | --------------- |
| Павленко Світлана Володимирівна | Сільський голова, 1965 року народження, освіта, член Соціалістичної партії України      | 26.03.2006   | 31.10.2010      |
| Павленко Світлана Володимирівна | Сільський голова, 1965 року народження, освіта середня спеціальна, член Партії регіонів | 31.10.2010   |                 |

Примітка: таблиця складена за даними джерела